# Marcelle Bouele Bondo
Marcelle Bouele Bondo, född 7 januari 1993, är en friidrottare från Kongo-Brazzaville. Hon deltog vid olympiska sommarspelen 2016.